# Kanton Saint-Jean-de-Braye
Saint-Jean-de-Braye is een kanton van het Franse departement Loiret. Het kanton maakt deel uit van het arrondissement Orléans.

## Gemeenten
Het kanton Saint-Jean-de-Braye omvatte tot 2014 de volgende 2 gemeenten:
- Saint-Jean-de-Braye (hoofdplaats)
- Semoy

Bij de herindeling van de kantons door het decreet van 25 februari 2014 met uitwerking op 22 maart 2015 werden daar de volgende 5 gemeenten aan toegevoegd:
- Boigny-sur-Bionne
- Bou
- Chécy
- Combleux
- Mardié